# Zune

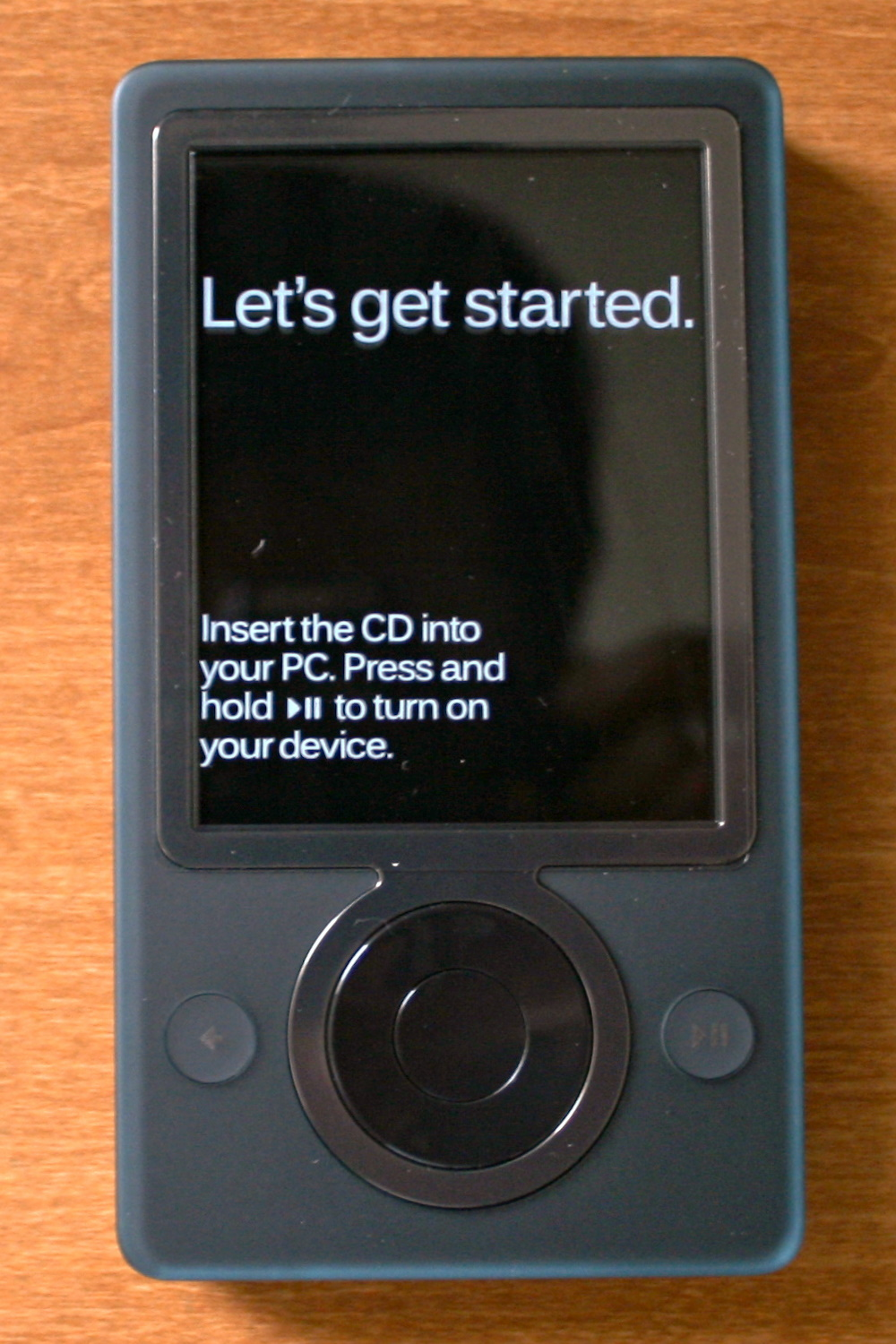
En första generationens Zune

Zune är en mp3-spelare utvecklad av Microsoft (tillverkad av Toshiba) och kan beskrivas som Microsofts motsvarighet till Ipod.
Den släpptes den 14 november 2006 i USA men i Europa skedde lanseringen efter flera förseningar hösten 2010. Utvecklingen av enheten skedde under kodnamnet Argo.

## Specifikationer
Första generationens Zune har en hårddisk på 30 GiB, en 3 tum stor LCD-färgskärm och en FM-mottagare. Microsoft själva säger att hårddisken rymmer 7 500 låtar eller 100 timmar video. Zune är även utrustad med WLAN, stöd för trådlöst nätverk. Genom det trådlösa nätverket kan man bland annat koppla ihop två eller flera Zunespelare med varandra för att provlyssna på varandras låtar, samt skicka bilder mellan spelarna. Efter tre provlyssningar på en låt upphör låten att fungera och måste köpas via Zunes onlinebutik, Zune Marketplace.
Under 2007 lanserades andra generationens Zune i storlekarna 4 (flash), 8 (flash), 30 (hd) och 80 (hd) GiB. Nytt är också ett tryckkänsligt skrollhjul.
Zune är utrustad med ett nyutvecklat så kallat DRM (Digital Rights Management), eller kopieringsskydd. Zunes DRM är inte kompatibelt med Microsofts gamla standard PlaysForSure.
Spelaren kan förutom i Windows-baserade datorer kopplas in i Xbox 360 (via USB) för att spela upp musik, se bilder och video på en TV-apparat. Det har även talats om integration med Xbox Live.
Den första Zunespelaren väger 160 gram och är 11 x 6 x 1,4 cm stor. Den levereras i tre olika färger: svart, vit och brun. Batteriet ska enligt uppgifter klara av att spela musik i 12 timmar eller spela upp video i 3,5 timmar, så länge WLAN-funktionen är avstängd.
Zune levereras med en USB-kabel som används både för att synka spelaren med datorn samt ladda spelarens batteri. Även ett par hörlurar samt en typ av mjuk påse som ska skydda spelaren följer med i paketet.

## Tillbehör
- Zune Home A/V Pack Ett paket med fem produkter för att koppla ihop Zune med TV eller musikanläggning. Tillbehören som följer med är en AV-kabel, en vagga, en trådlös fjärrkontroll, en synkkabel samt en batterieliminator. Paketet kostar 99,99 dollar i USA.

- Zune Travel Pack Även det här paketet består av fem produkter och är anpassat för resa. Tillbehören är en Zune Dual Connect Remote (se längre ner), ett par bättre hörlurar, en bärväska, en synkkabel samt en strömadapter. Paketet kostar 99,99 dollar i USA.

- Zune Car Pack Ett Zune Car Pack innehåller en FM-sändare (för att kunna spela upp musik från spelaren i bilens egen ljudanläggning samt en strömadapter för bilen cigarettuttag. Paketet kostar 99,99 dollar i USA.

- Zune AV Output Cable En A/V-kabel för att koppla ihop Zunespelaren med TV:n eller stereon. Pris 19,99 dollar i USA.

- Zune AC Adapter En strömadapter för Zunespelaren. Pris 29,99 dollar i USA.

- Zune Sync Cable En kabel för att synka Zunespelaren med datorn. Pris 19,99 dollar i USA.

- Zune Car Charger Laddare som är anpassad för att plugga in i bilen.

- Zune Dock Zunedockan för enklare inkoppling av Zune. Erbjuder flera anslutningar till TV, ljudanläggning samt dator. Pris 39,99 dollar i USA.

- Zune Wireless Remote for Zune Dock En fjärrkontroll som kan användas tillsammans med vaggan för att styra Zunespelaren på avstånd. Pris 29,99 dollar i USA.

- Zune Dual Connect Remote Med en Zune Dual Connect Remote kan man koppla in två par hörlurar samtidigt samt justera ljudet individuellt för varje hörlurspar. Pris 29,99 dollar i USA.

- Zune FM Tramsmitter With AutoSeek FM-sändare. Pris 69,99 dollar i USA.

- Zune Gear Bag En bärväska. Pris 29,99 dollar i USA.

- Zune Premium Earphones Extra fina hörlurar för Zunespelaren. Pris 39,99 dollar i USA.

## Kritik
Zune har fått kritik för att ha kopierat Apples liknande produkt Ipod med dess utseende och alla funktioner. Microsoft skapade Zune som ett försök att konkurrera ut Ipod.

### Tillgänglighet utanför USA
Under CES 2008 avslöjade Microsoft att de kommer att lansera Zune till kanadensiska kunder, vilket är första gången den blev tillgänglig utanför USA Efter att först ha uppgett att en europeisk lansering tidigast skulle ske under 2009, skedde den slutligen hösten 2010 i några utvalda länder Microsoft har till och med försökt att stoppa besökare på http://www.zuneoriginals.net. Användare som vill registrera en Zunetag kan enkelt gå runt spärren genom att ange att den personen befinner sig i USA.

### Kompatibilitet
Samma dag som Zune lanserades, testades produkten hos CNET. De upptäckte dock att Zune inte fungerar som en hårddisk. Det sades att Zune är en väldesignad portabel mediaspelare med goda uppspelningsmöjligheter, en kvick processor och ett bedårande gränssnitt. Överföring via Wi-Fi fungerar felfritt, men ägare av produkten måste ha i åtanke att spelaren stöder få format, speciellt videoformat.”
Programvaran Zune är inte bestämd till en specifik Windows-plattform. Den första versionen av Zune-mjukvaran kritiserades för att vara buggig och svåranvänd Mjukvaran har sedan skrivits om från början, vilket har åtgärdat vissa av problemen. Från första början stödde inte mjukvaran 64-bitarsversioner av Windows XP eller Windows Vista. I nuläget stöder den både 32- och 64-bitarsversionen av Vista, men inte Windows XP x64.